# Kyuss/Queens of the Stone Age
Kyuss/Queens of the Stone Age ist eine Split-EP der kalifornischen Bands Kyuss und Queens of the Stone Age. Kyuss lösten sich im Oktober 1995 auf und Gitarrist Josh Homme gründete eine neue Band namens Gamma Ray. Da es aber bereits eine Band mit demselben Namen in Deutschland gab, benannte er sie in Queens of the Stone Age um. Kyuss’ Lieder wurden im Zuge ihres letzten Studioalbums aufgenommen; die Lieder von Queens of the Stone Age stammen aus der Gamma Ray-Session von 1996.

## Titelliste
Titel 1–3 sind Lieder von Kyuss, Titel 4–6 von Queens of the Stone Age.
1. Into the Void (Bill Ward, Ozzy Osbourne, Geezer Butler, Tony Iommi) – 8:00 (Black-Sabbath-Cover)
2. Fatso Forgotso (Reeder) – 8:33
3. Fatso Forgotso Phase II (Flip the Phase) (Homme) – 2:17
4. If Only Everything (Homme) – 3:32
5. Born to Hula (Homme) – 5:05
6. Spiders and Vinegaroons (Homme) – 6:24

## Besonderes
- If Only Everything wurde als If Only für das Debütalbum der Queens of the Stone Age als neue Version aufgenommen.
- John Garcia steuerte Hintergrundgesang zu Born to Hula bei.
- Produzent Chris Goss ist auf Spiders and Vinegaroons mit Clavinet und Perkussion beteiligt gewesen.